# Bianchi (equip ciclista 1905-1961)

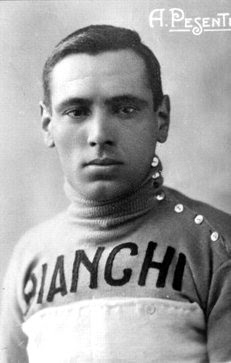
Antonio Pesenti

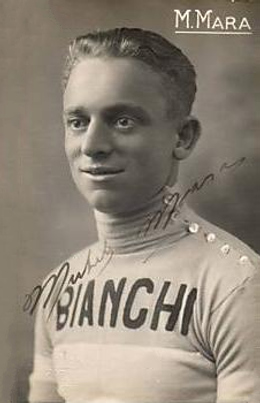
Michele Mara

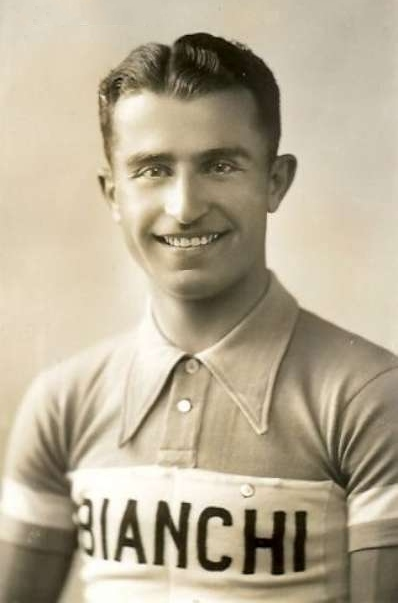
Giuseppe Olmo

L'equip Bianchi va ser un equip ciclista italià, de ciclisme en ruta que va competir entre 1905 i 1961. Sorgit a partir de la fàbrica de bicicles del mateix nom, l'equip al llarg de la seva història va aconseguir nombrosos èxits, entre els quals destaquen sis giros d'Itàlia. Entre els seus ciclistes, sobresurten els noms de Gaetano Belloni, Giuseppe Olmo o Fausto Coppi entre molts d'altres.

## Principals resultats
- Milà-Torí: Giovanni Rossignoli (1905), Costante Girardengo (1915), Oscar Egg (1917), Federico Gay (1921), Aldo Bini (1952), Nello Fabbri (1959)
- Giro del Piemont: Mario Bruschera (1911), Costante Girardengo (1922), Aldo Bini (1936), Cino Cinelli (1940), Silvano Ciampi (1959)
- Volta a Llombardia: Lauro Bordin (1914), Gaetano Belloni (1918), Costante Girardengo (1922), Michele Mara (1930, Aldo Bini (1937, 1942), Fausto Coppi (1946, 1947, 1948, 1950, 1954), André Darrigade (1956), Diego Ronchini (1957)
- Milà-Sanremo: Ugo Agostoni (1914), Gaetano Belloni (1917, 1920), Costante Girardengo (1918), Michele Mara (1930), Alfredo Bovet (1932), Giuseppe Olmo (1935, 1938), Adolfo Leoni (1942), Cino Cinelli (1943), Fausto Coppi (1946, 1948, 1949), Loretto Petrucci (1952)
- Giro d'Emília: Angelo Gremo (1917, 1922), Costante Girardengo (1918), Domenico Piemontesi (1927), Alfonso Piccin (1928), Allegro Grandi (1929), Giuseppe Olmo (1936), Fausto Coppi (1941, 1947, 1948), Adolfo Leoni (1942, 1946), Diego Ronchini (1958)
- Giro de Campania: Angelo Gremo (1921), Giuseppe Olmo (1938), Olimpio Bizzi (1941), Fausto Coppi (1954, 1955), Angelo Conterno (1956)
- Volta a Catalunya: Alfredo Bovet (1933)
- Giro dels Apenins: Cino Cinelli (1937), Fausto Coppi (1955), Silvano Ciampi (1959)
- Giro del Vèneto: Adolfo Leoni (1939), Fausto Coppi (1941, 1947, 1950), Angelo Conterno (1957), Diego Ronchini (1960)
- Giro de la Toscana: Fausto Coppi (1941), Vito Ortelli (1942), Olimpio Bizzi (1943), Loretto Petrucci (1951)
- Giro del Laci: Adolfo Leoni (1941), Diego Ronchini (1959), Bruno Mealli (1961)
- París-Roubaix: Serse Coppi (1949), Fausto Coppi (1950)
- Fletxa Valona: Fausto Coppi (1950)
- Volta a Suïssa: Pasquale Fornara (1952)
- Volta al Marroc: Franco Giacchero (1952)
- París-Tours: Joseph Schils (1953)

### A les grans voltes
- Giro d'Itàlia
  - 39 participacions (1909, 1910, 1911, 1912, 1914, 1919, 1920, 1921, 1922, 1927, 1928, 1929, 1930, 1931, 1932, 1933, 1934, 1935, 1936, 1937, 1938, 1939, 1940, 1946, 1947, 1948, 1949, 1950, 1951, 1952, 1953, 1954, 1955, 1956, 1957, 1958, 1959, 1960, 1961)
  - 118 victòries d'etapa:
    - 2 el 1909: Giovanni Rossignoli (2)
    - 5 el 1911: Carlo Galetti (3), Giovanni Rossignoli, Dario Beni
    - 2 el 1914: Giuseppe Azzini (2)
    - 2 el 1919: Gaetano Belloni, Oscar Egg
    - 6 el 1920: Gaetano Belloni (4), Giuseppe Olivieri, Ugo Agostoni
    - 3 el 1921: Gaetano Belloni (3)
    - 3 el 1922: Gaetano Belloni (2), Costante Girardengo
    - 2 el 1927: Arturo Bresciani, Domenico Piemontesi
    - 5 el 1928: Domenico Piemontesi (5)
    - 2 el 1929: Gaetano Belloni, Domenico Piemontesi
    - 7 el 1930: Michele Mara (5), Domenico Piemontesi, Allegro Grandi
    - 3 el 1931: Michele Mara (2), Ambrogio Morelli
    - 2 el 1933: Giuseppe Olmo (2)
    - 3 el 1934: Giuseppe Olmo (3)
    - 4 el 1935: Giuseppe Olmo (4)
    - 11 el 1936: Giuseppe Olmo (10), Aldo Bini
    - 4 el 1937: Aldo Bini (3), Giuseppe Olmo
    - 1 el 1938: Adolfo Leoni
    - 3 el 1939: Diego Marabelli, Adolfo Leoni, Vasco Bergamaschi
    - 10 el 1940: Olimpio Bizzi (4), Adolfo Leoni (4), Mario Vicini (2)
    - 6 el 1946: Fausto Coppi (4), Adolfo Leoni, Aldo Baito
    - 6 el 1947: Fausto Coppi (3), Adolfo Leoni (3)
    - 5 el 1948: Fausto Coppi (2), Oreste Conte (2), Bruno Pasquini
    - 5 el 1949: Fausto Coppi (3), Oreste Conte (2)
    - 2 el 1950: Oreste Conte (2)
    - 2 el 1951: Fausto Coppi (2)
    - 4 el 1952: Fausto Coppi (3), Pasquale Fornara
    - 4 el 1953: Fausto Coppi (3), Ettore Milano
    - 1 el 1954: Fausto Coppi
    - 1 el 1955: Fausto Coppi
    - 1 el 1958: Guido Boni
    - 1 el 1959: Antonino Catalano

  - 6 classificació finals:
    - Carlo Galetti (1911)
    - Gaetano Belloni (1920)
    - Fausto Coppi (1947, 1949, 1952, 1953)

  - 9 classificacions secundàries:
    - Gran Premi de la muntanya: Fausto Coppi (1948, 1949, 1954), Raphaël Géminiani (1952)
    - Classificació per equips: (1911, 1920, 1921, 1930, 1952)

- Tour de França
  - 0 participacions

- Volta a Espanya
  - 0 participacions